# Superliga Brasileira de Voleibol Masculino de 2022 - Série B
A Superliga Brasileira de Voleibol Masculino de 2022 - Série B foi a 11.ª edição desta competição organizada pela Confederação Brasileira de Voleibol (CBV) através da Unidade de Competições Nacionais. Trata-se da segunda divisão da Superliga Brasileira, a principal competição entre clubes de voleibol masculino do Brasil. 
Esta edição contou com a presença de 10 equipes provenientes de sete estados brasileiros.
A equipe do Suzano Vôlei — líder da fase classificatória — conquistou o título da competição ao vencer, de virada, o Praia Clube/Sada/Uberlândia por 3 sets a 1 com parciais de 20–25, 25–20, 25–18 e 25–23 na final única. Ambas as equipes garantiram o acesso à Superliga Série A de 2022–23.

## Formato da dipusta
A competição foi disputada em 3 três fases: classificatória, semifinais e final, conforme segue: na fase classificatória as equipes formaram um grupo único, jogando todos contra todos, nesta fase, a vitória por 3–0 ou 3–1 garantiu três pontos para o ganhador e nenhum ponto para o perdedor. Já com o placar de 3–2, o ganhador da partida levou dois pontos e o perdedor um.
A fase semifinal foi disputada pelas quatro equipes mais bem colocadas da fase classificatória, no sistema de playoff (melhor de três jogos), ou seja, vencedor de 2 partidas. O primeiro jogo ocorreu na casa do pior colocado e o segundo e terceiro jogos (se necessário) na casa do melhor colocado da fase classificatória, respeitando-se o ordenamento: semifinal 1 - 1º x 4º e semifinal 2 - 2º x 3º.
A final foi disputada entre as duas equipes vencedoras da fase semifinal em um único jogo, na casa da equipe vencedora de melhor índice técnico da fase classificatória. A classificação de 5º a 10º lugar, foi definida de acordo com o índice técnico da fase classificatória. A classificação de 3º e 4º lugares, foi definida de acordo com o índice técnico da fase classificatória, dentre os perdedores participantes da semifinal da Superliga B.

## Equipes participantes
Dez equipes disputaram o título e acesso da Superliga Masculina Série B de 2022. São elas:
| Equipe                      | Cidade         | Última participação | Temporada 2021                                    |
| --------------------------- | -------------- | ------------------- | ------------------------------------------------- |
| Juiz de Fora Vôlei          | Juiz de Fora   | 2021                | 1.º colocado na Superliga B                       |
| Araucária/ASPMA/Berneck     | Araucária      | 2021                | 5.º colocado na Superliga B                       |
| Vila Nova                   | Goiânia        | 2021                | 7.º colocado na Superliga B                       |
| Vôlei Futuro Assai          | Araçatuba      | 2021                | 6.º colocado na Superliga B                       |
| Niterói Vôlei Clube         | Niterói        | 2021                | 8.º colocado na Superliga B                       |
| APROV/Chapecó               | Chapecó        | 2013                | 1.º colocado da Sede Timbó na Superliga C         |
| Rede CUCA                   | Fortaleza      | Estreante           | 1.º colocado da Sede Fortaleza na Superliga C     |
| Suzano Vôlei                | Suzano         | Estreante           | 1.º colocado da Sede Suzano na Superliga C        |
| Praia Clube/Sada/Uberlândia | Uberlândia     | Estreante           | 1.º colocado da Sede Campo Grande na Superliga C  |
| Minas Náutico               | Belo Horizonte | Estreante           | 1.º colocado da Sede Teófilo Otoni na Superliga C |

## Fase classificatória
|  | Classificado para as semifinais |

|     |                             |     | Jogos | Jogos | Jogos | Resultados | Resultados | Resultados | Resultados | Resultados | Resultados | Sets | Sets | Sets  | Pontos | Pontos | Pontos |
| Pos | Equipe                      | Pts | T     | V     | D     | 3–0        | 3–1        | 3–2        | 2–3        | 1–3        | 0–3        | V    | P    | R     | V      | P      | R      |
| --- | --------------------------- | --- | ----- | ----- | ----- | ---------- | ---------- | ---------- | ---------- | ---------- | ---------- | ---- | ---- | ----- | ------ | ------ | ------ |
| 1   | Suzano Vôlei                | 18  | 9     | 6     | 3     | 3          | 2          | 1          | 1          | 1          | 1          | 21   | 13   | 1.615 | 785    | 736    | 1.067  |
| 2   | Praia Clube/Sada/Uberlândia | 17  | 9     | 6     | 3     | 2          | 2          | 2          | 1          | 0          | 2          | 20   | 15   | 1.333 | 778    | 749    | 1.039  |
| 3   | Rede CUCA                   | 16  | 9     | 6     | 3     | 1          | 3          | 2          | 0          | 0          | 3          | 18   | 16   | 1.125 | 756    | 766    | 0.987  |
| 4   | Niterói Vôlei Clube         | 15  | 9     | 5     | 4     | 3          | 0          | 2          | 2          | 1          | 1          | 20   | 16   | 1.250 | 809    | 709    | 1.141  |
| 5   | Araucária/ASPMA/Berneck     | 14  | 9     | 5     | 4     | 2          | 1          | 2          | 1          | 2          | 1          | 19   | 17   | 1.118 | 816    | 820    | 0.995  |
| 6   | Vôlei Futuro Assai          | 13  | 9     | 5     | 4     | 2          | 0          | 3          | 1          | 2          | 1          | 19   | 18   | 1.056 | 784    | 834    | 0.940  |
| 7   | Minas Náutico               | 12  | 9     | 3     | 6     | 1          | 2          | 0          | 3          | 2          | 1          | 17   | 20   | 0.850 | 823    | 843    | 0.976  |
| 8   | APROV/Chapecó               | 12  | 9     | 3     | 6     | 1          | 2          | 0          | 3          | 1          | 2          | 16   | 20   | 0.800 | 793    | 808    | 0.981  |
| 9   | Vila Nova                   | 10  | 9     | 3     | 6     | 2          | 0          | 1          | 2          | 2          | 2          | 15   | 20   | 0.750 | 788    | 801    | 0.984  |
| 10  | Juiz de Fora Vôlei          | 8   | 9     | 3     | 6     | 0          | 1          | 2          | 1          | 2          | 3          | 13   | 23   | 0.565 | 773    | 839    | 0.921  |

- Local: Os times que estão ao lado esquerdo da tabela jogam em casa.

### 1ª rodada
| Data   | Hora  |                         | Placar |                             | Set 1 | Set 2 | Set 3 | Set 4 | Set 5 | Total  | Relatório |
| ------ | ----- | ----------------------- | ------ | --------------------------- | ----- | ----- | ----- | ----- | ----- | ------ | --------- |
| 22 jan | 18:00 | Juiz de Fora Vôlei      | 3–2    | Minas Náutico               | 25–20 | 20–25 | 25–18 | 20–25 | 15–8  | 105–96 |           |
| 22 jan | 19:00 | Araucária/ASPMA/Berneck | 3–0    | Praia Clube/Sada/Uberlândia | 25–21 | 25–17 | 25–15 |       |       | 75–53  |           |
| 22 jan | 17:00 | Vila Nova               | 1–3    | Suzano Vôlei                | 21–25 | 21–25 | 25–20 | 19–25 |       | 86–95  |           |
| 22 jan | 17:00 | Vôlei Futuro Assai      | 3–0    | Rede CUCA                   | 25–22 | 25–19 | 25–20 |       |       | 75–61  |           |
| 22 jan | 18:00 | Niterói Vôlei Clube     | 0–3    | APROV/Chapecó               | 24–26 | 20–25 | 25–27 |       |       | 69–78  |           |

### 2ª rodada
| Data   | Hora  |                         | Placar |                             | Set 1 | Set 2 | Set 3 | Set 4 | Set 5 | Total   | Relatório |
| ------ | ----- | ----------------------- | ------ | --------------------------- | ----- | ----- | ----- | ----- | ----- | ------- | --------- |
| 29 jan | 18:00 | Juiz de Fora Vôlei      | 0–3    | Niterói Vôlei Clube         | 23–25 | 18–25 | 23–25 |       |       | 64–75   |           |
| 29 jan | 17:00 | Vôlei Futuro Assai      | 3–2    | APROV/Chapecó               | 19–25 | 20–25 | 25–14 | 25–20 | 15–12 | 104–96  |           |
| 29 jan | 17:00 | Vila Nova               | 3–0    | Rede CUCA                   | 25–17 | 25–18 | 25–18 |       |       | 75–53   |           |
| 29 jan | 19:00 | Araucária/ASPMA/Berneck | 3–2    | Suzano Vôlei                | 25–21 | 21–25 | 20–25 | 27–25 | 15–12 | 108–108 |           |
| 30 jan | 17:00 | Minas Náutico           | 2–3    | Praia Clube/Sada/Uberlândia | 20–25 | 20–25 | 25–20 | 27–25 | 12–15 | 104–110 |           |

### 3ª rodada
| Data  | Hora  |                             | Placar |                         | Set 1 | Set 2 | Set 3 | Set 4 | Set 5 | Total | Relatório |
| ----- | ----- | --------------------------- | ------ | ----------------------- | ----- | ----- | ----- | ----- | ----- | ----- | --------- |
| 5 fev | 19:00 | Praia Clube/Sada/Uberlândia | 3–0    | Juiz de Fora Vôlei      | 25–21 | 25–23 | 25–15 |       |       | 75–59 |           |
| 5 fev | 18:00 | Suzano Vôlei                | 1–3    | Minas Náutico           | 25–17 | 20–25 | 24–26 | 18–25 |       | 87–93 |           |
| 5 fev | 18:00 | Rede CUCA                   | 3–1    | Araucária/ASPMA/Berneck | 25–17 | 25–22 | 20–25 | 25–22 |       | 95–86 |           |
| 5 fev | 19:00 | APROV/Chapecó               | 0–3    | Vila Nova               | 19–25 | 23–25 | 22–25 |       |       | 64–75 |           |
| 5 fev | 18:00 | Niterói Vôlei Clube         | 3–0    | Vôlei Futuro Assai      | 25–0  | 25–0  | 25–0  |       |       | 75–0  |           |

### 4ª rodada
| Data   | Hora  |                             | Placar |                     | Set 1 | Set 2 | Set 3 | Set 4 | Set 5 | Total   | Relatório |
| ------ | ----- | --------------------------- | ------ | ------------------- | ----- | ----- | ----- | ----- | ----- | ------- | --------- |
| 12 fev | 19:00 | Juiz de Fora Vôlei          | 3–2    | Vôlei Futuro Assai  | 22–25 | 25–23 | 29–27 | 18–25 | 23–21 | 117–121 |           |
| 12 fev | 17:00 | Vila Nova                   | 2–3    | Niterói Vôlei Clube | 18–25 | 25–21 | 25–23 | 18–25 | 13–15 | 99–109  |           |
| 12 fev | 19:00 | Araucária/ASPMA/Berneck     | 3–2    | APROV/Chapecó       | 17–25 | 20–25 | 25–17 | 27–25 | 17–15 | 106–107 |           |
| 12 fev | 19:00 | Praia Clube/Sada/Uberlândia | 0–3    | Suzano Vôlei        | 20–25 | 24–26 | 23–25 |       |       | 67–76   |           |
| 13 fev | 13:00 | Minas Náutico               | 1–3    | Rede CUCA           | 26–28 | 26–24 | 24–26 | 22–25 |       | 98–103  |           |

### 5ª rodada
| Data   | Hora  |                     | Placar |                             | Set 1 | Set 2 | Set 3 | Set 4 | Set 5 | Total   | Relatório |
| ------ | ----- | ------------------- | ------ | --------------------------- | ----- | ----- | ----- | ----- | ----- | ------- | --------- |
| 19 fev | 18:00 | Suzano Vôlei        | 3–0    | Juiz de Fora Vôlei          | 25–20 | 25–19 | 25–23 |       |       | 75–62   |           |
| 19 fev | 18:00 | Rede CUCA           | 3–2    | Praia Clube/Sada/Uberlândia | 22–25 | 25–18 | 23–25 | 25–19 | 15–13 | 110–100 |           |
| 19 fev | 19:00 | APROV/Chapecó       | 3–1    | Minas Náutico               | 25–23 | 25–21 | 19–25 | 26–24 |       | 95–93   |           |
| 19 fev | 19:00 | Niterói Vôlei Clube | 3–2    | Araucária/ASPMA/Berneck     | 25–20 | 21–25 | 21–25 | 25–14 | 15–12 | 107–96  |           |
| 19 fev | 17:00 | Vôlei Futuro Assai  | 3–2    | Vila Nova                   | 27–29 | 28–26 | 27–29 | 25–20 | 15–13 | 122–117 |           |

### 6ª rodada
| Data   | Hora  |                             | Placar |                     | Set 1 | Set 2 | Set 3 | Set 4 | Set 5 | Total   | Relatório |
| ------ | ----- | --------------------------- | ------ | ------------------- | ----- | ----- | ----- | ----- | ----- | ------- | --------- |
| 24 fev | 21:00 | Juiz de Fora Vôlei          | 2–3    | Vila Nova           | 25–22 | 28–26 | 12–25 | 22–25 | 15–17 | 102–115 |           |
| 24 fev | 19:00 | Araucária/ASPMA/Berneck     | 3–1    | Vôlei Futuro Assai  | 23–25 | 28–26 | 25–21 | 25–21 |       | 101–93  |           |
| 24 fev | 17:00 | Minas Náutico               | 0–3    | Niterói Vôlei Clube | 18–25 | 14–25 | 21–25 |       |       | 53–75   |           |
| 24 fev | 19:30 | Praia Clube/Sada/Uberlândia | 3–1    | APROV/Chapecó       | 25–21 | 25–21 | 20–25 | 25–13 |       | 95–80   |           |
| 24 fev | 19:00 | Suzano Vôlei                | 3–0    | Rede CUCA           | 25–13 | 25–18 | 25–18 |       |       | 75–49   |           |

### 7ª rodada
| Data  | Hora  |                     | Placar |                             | Set 1 | Set 2 | Set 3 | Set 4 | Set 5 | Total   | Relatório |
| ----- | ----- | ------------------- | ------ | --------------------------- | ----- | ----- | ----- | ----- | ----- | ------- | --------- |
| 5 mar | 18:00 | Rede CUCA           | 3–1    | Juiz de Fora Vôlei          | 18–25 | 25–13 | 25–16 | 26–24 |       | 94–78   |           |
| 5 mar | 19:00 | APROV/Chapecó       | 2–3    | Suzano Vôlei                | 25–20 | 21–25 | 18–25 | 25–14 | 17–19 | 106–103 |           |
| 5 mar | 19:00 | Niterói Vôlei Clube | 2–3    | Praia Clube/Sada/Uberlândia | 25–21 | 19–25 | 25–18 | 22–25 | 9–15  | 100–104 |           |
| 5 mar | 17:00 | Vôlei Futuro Assai  | 3–2    | Minas Náutico               | 25–16 | 17–25 | 25–22 | 23–25 | 16–14 | 106–102 |           |
| 5 mar | 17:00 | Vila Nova           | 0–3    | Araucária/ASPMA/Berneck     | 23–25 | 20–25 | 30–32 |       |       | 73–82   |           |

### 8ª rodada
| Data   | Hora  |                             | Placar |                         | Set 1 | Set 2 | Set 3 | Set 4 | Set 5 | Total  | Relatório |
| ------ | ----- | --------------------------- | ------ | ----------------------- | ----- | ----- | ----- | ----- | ----- | ------ | --------- |
| 12 mar | 17:00 | Minas Náutico               | 3–1    | Vila Nova               | 25–20 | 23–25 | 26–24 | 25–21 |       | 99–90  |           |
| 12 mar | 19:00 | Praia Clube/Sada/Uberlândia | 3–1    | Vôlei Futuro Assai      | 24–26 | 25–21 | 25–17 | 25–23 |       | 99–87  |           |
| 12 mar | 18:00 | Suzano Vôlei                | 3–1    | Niterói Vôlei Clube     | 29–27 | 25–18 | 21–25 | 25–19 |       | 100–89 |           |
| 12 mar | 18:00 | Rede CUCA                   | 3–0    | APROV/Chapecó           | 25–23 | 26–24 | 25–22 |       |       | 76–69  |           |
| 14 mar | 17:00 | Juiz de Fora Vôlei          | 3–1    | Araucária/ASPMA/Berneck | 30–28 | 25–18 | 19–25 | 25–19 |       | 99–90  |           |

### 9ª rodada
| Data   | Hora  |                         | Placar |                             | Set 1 | Set 2 | Set 3 | Set 4 | Set 5 | Total   | Relatório |
| ------ | ----- | ----------------------- | ------ | --------------------------- | ----- | ----- | ----- | ----- | ----- | ------- | --------- |
| 19 mar | 19:00 | APROV/Chapecó           | 3–1    | Juiz de Fora Vôlei          | 26–24 | 25–19 | 22–25 | 25–19 |       | 98–87   |           |
| 19 mar | 19:00 | Niterói Vôlei Clube     | 2–3    | Rede CUCA                   | 26–24 | 25–23 | 26–28 | 21–25 | 12–15 | 110–115 |           |
| 19 mar | 17:00 | Vôlei Futuro Assai      | 3–0    | Suzano Vôlei                | 26–24 | 25–21 | 25–21 |       |       | 76–66   |           |
| 19 mar | 19:00 | Vila Nova               | 0–3    | Praia Clube/Sada/Uberlândia | 20–25 | 19–25 | 19–25 |       |       | 58–75   |           |
| 19 mar | 19:00 | Araucária/ASPMA/Berneck | 0–3    | Minas Náutico               | 33–35 | 23–25 | 16–25 |       |       | 72–85   |           |

## Playoffs

### Chaveamento final
|  | Semifinal                   | Semifinal                   | Semifinal                   | Semifinal                   |              |              | Final | Final | Final | Final |
|  |                             |                             |                             |                             |              |              |       |       |       |       |
|  |                             |                             |                             |                             |              |              |       |       |       |       |
|  |                             |                             |                             |                             |              |              |       |       |       |       |
|  | Suzano Vôlei                | 3                           | 3                           |                             |              |              |       |       |       |       |
|  | Suzano Vôlei                | 3                           | 3                           |                             |              |              |       |       |       |       |
|  | Niterói Vôlei Clube         | 1                           | 0                           |                             |              |              |       |       |       |       |
|  | Niterói Vôlei Clube         | 1                           | 0                           | Suzano Vôlei                | Suzano Vôlei | Suzano Vôlei | 3     |       |       |       |
|  |                             |                             |                             |                             | Suzano Vôlei | Suzano Vôlei | 3     |       |       |       |
|  |                             | Praia Clube/Sada/Uberlândia | Praia Clube/Sada/Uberlândia | Praia Clube/Sada/Uberlândia | 1            |              |       |       |       |       |
|  | Praia Clube/Sada/Uberlândia | Praia Clube/Sada/Uberlândia | Praia Clube/Sada/Uberlândia | Praia Clube/Sada/Uberlândia | 1            | 1            | 3     | 3     |       |       |
|  | Praia Clube/Sada/Uberlândia |                             |                             |                             |              | 1            | 3     | 3     |       |       |
|  | Rede CUCA                   | 3                           | 1                           | 0                           |              |              |       |       |       |       |
|  | Rede CUCA                   | 3                           | 1                           | 0                           |              |              |       |       |       |       |

### Semifinais
1º Jogo
| Data   | Hora  |                     | Placar |                             | Set 1 | Set 2 | Set 3 | Set 4 | Set 5 | Total | Relatório |
| ------ | ----- | ------------------- | ------ | --------------------------- | ----- | ----- | ----- | ----- | ----- | ----- | --------- |
| 27 mar | 11:00 | Niterói Vôlei Clube | 1–3    | Suzano Vôlei                | 25–20 | 21–25 | 23–25 | 17–25 |       | 86–95 | Relatório |
| 28 mar | 16:30 | Rede CUCA           | 3–1    | Praia Clube/Sada/Uberlândia | 25–22 | 25–13 | 24–26 | 25–20 |       | 99–81 | Relatório |

2º Jogo
| Data  | Hora  |                             | Placar |                     | Set 1 | Set 2 | Set 3 | Set 4 | Set 5 | Total | Relatório |
| ----- | ----- | --------------------------- | ------ | ------------------- | ----- | ----- | ----- | ----- | ----- | ----- | --------- |
| 2 abr | 14:00 | Suzano Vôlei                | 3–0    | Niterói Vôlei Clube | 25–16 | 25–16 | 27–25 |       |       | 77–57 | Relatório |
| 3 abr | 14:30 | Praia Clube/Sada/Uberlândia | 3–1    | Rede CUCA           | 21–25 | 25–20 | 25–20 | 25–21 |       | 96–86 | Relatório |

3º Jogo
| Data  | Hora  |                             | Placar |           | Set 1 | Set 2 | Set 3 | Set 4 | Set 5 | Total | Relatório |
| ----- | ----- | --------------------------- | ------ | --------- | ----- | ----- | ----- | ----- | ----- | ----- | --------- |
| 6 abr | 21:30 | Praia Clube/Sada/Uberlândia | 3–0    | Rede CUCA | 25–17 | 25–9  | 25–22 |       |       | 75–48 | Relatório |

### Final
| Data   | Hora  |              | Placar |                             | Set 1 | Set 2 | Set 3 | Set 4 | Set 5 | Total | Relatório |
| ------ | ----- | ------------ | ------ | --------------------------- | ----- | ----- | ----- | ----- | ----- | ----- | --------- |
| 10 abr | 19:00 | Suzano Vôlei | 3–1    | Praia Clube/Sada/Uberlândia | 20–25 | 25–20 | 25–18 | 25–23 |       | 95–86 | Relatório |

## Classificação final
| Posição           | Equipe                      | Classificação/rebaixamento   |
| ----------------- | --------------------------- | ---------------------------- |
| Medalha de ouro   | Suzano Vôlei                | Superliga Série A de 2022–23 |
| Medalha de prata  | Praia Clube/Sada/Uberlândia | Superliga Série A de 2022–23 |
| Medalha de bronze | Rede CUCA                   | Superliga Série B de 2023    |
| 4                 | Niterói Vôlei Clube         | Superliga Série B de 2023    |
| 5                 | Araucária/ASPMA/Berneck     | Superliga Série B de 2023    |
| 6                 | Vôlei Futuro Assai          | Superliga Série B de 2023    |
| 7                 | Minas Náutico               | Superliga Série C de 2022    |
| 8                 | APROV/Chapecó               | Superliga Série C de 2022    |
| 9                 | Vila Nova                   | Superliga Série C de 2022    |
| 10                | Juiz de Fora Vôlei          | Superliga Série C de 2022    |

## Premiação
| Superliga 2022 - Série B          |
| São Paulo                         |
| --------------------------------- |
| Suzano Vôlei Campeão (1.º título) |